# Huépac
Huépac é um município do estado de Sonora, no México.